# Hyuga (nave da battaglia)
La Hyuga (日向?, Hyūga) fu una nave da battaglia classe Ise della Marina imperiale giapponese impostata il 6 maggio 1915 nel cantiere di Mitsubishi, Nagasaki, varata il 27 gennaio 1917 e completata il 30 aprile 1918. Il nome era in omaggio alla vecchia provincia di Hyūga.

## Storia
Originariamente destinata a essere una nave della classe Fuso, le modifiche applicate furono sufficienti a classificarle in una nuova classe.
Non prese parte ad alcuna azione significativa durante la prima guerra mondiale.
Negli venti e trenta venne sottoposta, come la nave sorella, a estese modifiche, ma comunque allo scoppio della seconda guerra mondiale, la sua relativamente bassa velocità, il suo numeroso equipaggio e l'alto consumo di carburante la relegarono a un ruolo secondario e non combattette come nave da battaglia.
Per compensare parzialmente la perdita delle portaerei alla battaglia delle Midway fu parzialmente convertita in portaerei (o meglio nave appoggio idrovolanti) rimuovendo le torrette dei cannoni di poppa per rimpiazzarle da un hangar sormontato da un ponte di volo. Gli aerei avrebbero dovuto essere lanciati da una catapulta e recuperati dal mare mediante una gru. Era previsto un complemento di 14 bombardieri in picchiata Yokosuka D4Y, cambiati successivamente in idrovolanti Aichi E16A, ma comunque a causa della scarsità di aerei e piloti non fu mai effettivamente equipaggiata con aerei.
Partecipò alla battaglia del Golfo di Leyte nell'ottobre 1944 comandata dal contrammiraglio Kusagawa Kiyoshi. Rientrò ai cantieri di Kure nel febbraio 1945 e non partecipò più ad alcuna azione non essendo disponibili, né carburante, né aerei.
Il 24 luglio 1945 nel corso di un raid ai cantieri di Kure da parte di oltre 240 aerei decollati da portaerei statunitensi, venne attaccata da bombardieri in picchiata SBC2 Helldiver dell'87º Gruppo Aereo della Ticonderoga e fu colpita da almeno 10 bombe, più altre cadute vicino. Il suo equipaggio la fece arenare in acque basse.
Venne recuperata tra il 2 luglio 1946 e il 4 luglio 1947 e demolita nel bacino di carenaggio del cantiere Harima Zosen a Kure.

## Ufficiali comandanti
| Ufficiale comandante                                                                                   | dal               | al                |
| --- | ----------------- | ----------------- |
| Capo ingegneri costruttori Eitaro Shimodaira                                                           | 10 gennaio 1917   | 1º dicembre 1917  |
| Capo ingegneri costruttori Shigeushi Nakagawa                                                          | 1º dicembre 1917  | 30 aprile 1918    |
| Shigeushi Nakagawa                                                                                     | 30 aprile 1918    | 10 novembre 1918  |
| Kinsaburo Miura                                                                                        | 10 novembre 1918  | 20 novembre 1919  |
| Genjiro Katsuki                                                                                        | 20 novembre 1919  | 20 novembre 1920  |
| Hidesaburo Ishikawa                                                                                    | 20 novembre 1920  | 20 novembre 1921  |
| Genji Ide                                                                                              | 20 novembre 1921  | 10 novembre 1922  |
| Rekizo Miyamura                                                                                        | 10 novembre 1922  | 1º dicembre 1923  |
| Yukichi Shima                                                                                          | 1º dicembre 1923  | 1º dicembre 1924  |
| Shinjiro Imamura                                                                                       | 1º dicembre 1924  | 20 ottobre 1925   |
| Chikateru Takasaki                                                                                     | 20 ottobre 1925   | 1º dicembre 1927  |
| Giichi Suzuki                                                                                          | 1º dicembre 1927  | 10 dicembre 1928  |
| Hiroshi Ono                                                                                            | 10 dicembre 1928  | 30 novembre 1929  |
| Jiro Ban                                                                                               | 30 novembre 1929  | 1º dicembre 1930  |
| Soemu Toyoda                                                                                           | 1º dicembre 1930  | 1º dicembre 1931  |
| Masaharu Ebino                                                                                         | 1º dicembre 1931  | 1º dicembre 1932  |
| Shinichiro Machida                                                                                     | 1º dicembre 1932  | 15 novembre 1933  |
| Yorio Sawamoto                                                                                         | 15 novembre 1933  | 15 novembre 1934  |
| Hideo Takahashi                                                                                        | 15 novembre 1934  | 11 settembre 1935 |
| Rokuzo Sugiyama                                                                                        | 11 settembre 1935 | 16 novembre 1936  |
| Sanjiro Takasu                                                                                         | 16 novembre 1936  | 1º dicembre 1936  |
| Minoru Tayui                                                                                           | 1º dicembre 1936  | 1º dicembre 1937  |
| Matome Ugaki                                                                                           | 1º dicembre 1937  | 15 novembre 1938  |
| Shoji Nishimura                                                                                        | 15 novembre 1938  | 15 dicembre 1938  |
| Kumeichi Hiraoka                                                                                       | 15 dicembre 1938  | 2 febbraio 1939   |
| Kiyoshi Shiroya                                                                                        | 2 febbraio 1939   | 15 novembre 1939  |
| Seiichi Harada                                                                                         | 15 novembre 1939  | 1º novembre 1940  |
| Shintaro Hashimoto                                                                                     | 1º novembre 1940  | 1º settembre 1941 |
| Noboru Ishizaki                                                                                        | 1º settembre 1941 | 20 febbraio 1942  |
| Chiaki Matsuda                                                                                         | 20 febbraio 1942  | 10 dicembre 1942  |
| Sueo Obayashi Promosso contrammiraglio il 1º maggio 1943                                               | 10 dicembre 1942  | 1º luglio 1943    |
| Tsutau Araki                                                                                           | 1º luglio 1943    | 1º settembre 1943 |
| Ko Nakagawa Promosso contrammiraglio il 1º novembre 1943                                               | 1º settembre 1943 | 5 dicembre 1943   |
| Tomekichi Nomura Promosso viceammiraglio il 15 ottobre 1944                                            | 5 dicembre 1943   | 1º marzo 1945     |
| Contrammiraglio Kiyoshi Kusagawa (morto in azione promosso postumo a viceammiraglio il 24 luglio 1945) | 1º marzo 1945     | 24 luglio 1945    |
| Nessuno assegnato                                                                                      | 24 luglio 1945    | 28 luglio 1945    |